# Alat na žici
Alati na žici su, u naftnoj industriji, alati za obavljanje servisnih radova u bušotinama.
Pored osnovnih sredstava za proizvodnju nafte i gasa, koriste se i specijalni alati za vršenje specijalnih operacija u bušotinama, radi poboljšanja i povećanja proizvodnje nafte i gasa. Jedan od tih alata je postrojenje koje se naziva "alat na žici". Alat na žici (Slickline) služi za vršenje raznih dubinskih operacija u bušotinama. 
Neke od operacija su: 
1. uzimanje dubinskih uzoraka sa dna bušotine.
2. spuštanje i vađenje raznih vrsta čepova radi provere hermetičnosti tubinga
3. vađenje otkinutih alata za čišćenje tubinga od parafina i njihove žice kojom su zapuštani
4. otvaranje i zatvaranje cirkulacionih spojnica
5. probijanje tubinga
6. zapuštanje dubinskih mernih instrumenata
7. ugradnja stopera